# Veľké Kozmálovce
Veľké Kozmálovce és un poble i municipi d'Eslovàquia que es troba a la regió de Nitra, al sud-oest del país.

## Història
La primera menció escrita de la vila es remunta al 1322.

## Demografia
| Godina             | 1994 | 2004 | 2014   | 2024   |
| ------------------ | ---- | ---- | ------ | ------ |
| Nombre de persones | 0    | 677  | 705    | 741    |
| Diferència         |      | –    | +4,13% | +5,10% |

| Godina             | 2023 | 2024   |
| ------------------ | ---- | ------ |
| Nombre de persones | 721  | 741    |
| Diferència         |      | +2,77% |